# Hugin (programvara)

Hugins logotyp.

Hugin är ett program för att skapa panoramabilder. Hugin är fri programvara och finns på flera språk för Windows, Mac OS och GNU/Linux.
Med Hugin är det möjligt att automatiskt skapa panoramabilder av en serie fotografier. Hugin hämtar självständigt nödvändiga informationer som brännvidd och exponering från digitala bilder och fogar sedan ihop delbilderna med hjälp av kontrollpunkter. Efter att man har granskat ett förhandsförslag beräknar och utför Hugin sedan en helt skarvfri panoramabild med jämna, osynliga övergångar. Även inskannade analoga fotografier klarar Hugin att sätta ihop till ett panorama.